# Huang Zitao
Huang Zitao, noto anche con lo pseudonimo di Tao (caratteri cinesi: 黃子韜; pinyin: Huáng Zǐtāo; hangŭl: 황 지타오; Qingdao, 2 maggio 1993), è un cantautore, rapper, produttore discografico e attore cinese.
Dal 2012 al 2015 ha fatto parte della boy band EXO, formatasi in Corea del Sud. Inoltre nel gruppo è componente anche della subunità Exo-M.
Noto anche come Z.Tao, ha esordito da solista nel luglio 2015 con l'EP T.A.O. È anche attivo nell'ambito delle arti marziali e della moda.

## Discografia

### Album in studio
- 2016 - The Road

### EP
- 2015 - T.A.O
- 2015 - Z.TAO

### Singoli
- 2015 - T.A.O
- 2015 - Yesterday
- 2015 - M.O.M
- 2016 - The Road
- 2016 - Adore
- 2016 - Underground King
- 2016 - Hello Hello (feat. Wiz Khalifa)
- 2016 - Black White (AB)
- 2017 - New Day
- 2017 - Promise
- 2018 - Beggar
- 2020 - Attack

## Filmografia

### Cinema
- I AM., regia di Choi Jin-seong (2012)

- My Sunshine (何以笙箫默), regia di Vincent Yang (2015)
- SMTown: The Stage (SMTOWN THE STAGE), regia di Bae Sung-sang (2015)
- Railroad Tiger (铁道飞虎), regia di Ding Sheng (2016)
- The Game Changer (游戏规则), regia di Gao Xixi (2017)
- Xia tian 19 sui de Xiao xiang (夏天19岁的肖像), regia di Chang Jung-Chi (2017)
- Don't Forget Your Original Heart  (不忘初心) (2018)
- Moon Man (独行月球) (2022)

### Televisione
- That Love Comes (欢迎爱光临) - serie TV, episodi 13-18 (2010)
- Uri yeopjib-e Exoga sanda (우리 옆집에 EXO가 산다?) – serie TV, episodi 9, 15 (2015)
- Charming Daddy (闪亮的爸爸) - programma televisivo (2015-2016)
- A Chinese Odyssey: Love of Eternity (大话西游之爱你一万年) - serie TV (2016)
- Law of the Jungle (我們的法則) - programma televisivo (2016)
- Takes a Real Man 2 (真正男子汉2) - programma televisivo (2016-2017)
- Negotiator (谈判官) - serie TV (2018)
- Street Dance of China (这就是街舞) - programma televisivo (2018)
- Produce 101 China (创造101) - programma televisivo (2018)
- Ye kong zhong zui shan liang de xing (夜空中最闪亮的星) - serie TV (2019)
- Hot Blooded Youth (热血少年) - serie TV (2019)
- The Protectors (小小的追球) - programma televisivo (2019-2020)
- Forward Forever (热血同行) - serie TV (2020)
- Chuang 2020 (创造营2020) - programma televisivo (2020)
- Rap for Youth (说唱新世代) - programma televisivo (2020)
- Legally Romance (才不要和老板谈恋爱) - serie TV (2022)
- Loving You (宠你) - serie TV (2023)
- New Vanity Fair (新名利场) - serie TV (2023)